# Lac La Chesnaye (Baie-Comeau)
Ne doit pas être confondu avec Lac La Chesnaye (Gaspé).
Pour les articles homonymes, voir Chesnaye.
Le lac La Chesnaye est un plan d'eau douce du bassin versant de la rivière aux Anglais, situé dans le territoire de  la ville de Baie-Comeau, dans la municipalité régionale de comté de Manicouagan, dans la région administrative de la Côte-Nord, dans la province de Québec, au Canada.
Le côté est du lac La Chesnaye est desservi par quelques routes forestières se connectant par le sud à la route 138. Le côté ouest ne comporte pas de routes carrossables à cause du relief montagneux.
La sylviculture constitue la principale activité économique autour du lac.

## Géographie
Le lac La Chesnaye est situé dans la partie est du territoire de la ville de Baie-Comeau. Ce lac difforme et entouré de montagnes est traversé vers l'est, puis vers le nord, par la rivière aux Anglais. Il comporte une longueur de 5,8 km, une largeur maximale de 2,6 km et une altitude de 63 m. Il comporte six îles. Ce lac comporte un barrage érigé à son embouchure. Ce lac est divisé en deux parties séparées par un détroit de 0,27 km en son centre, à cause d'une presqu'île rattaché à la rive est et s'étirant sur environ 1,0 km vers l'ouest. La partie nord comporte cinq baies dont trois s'étirant vers le nord, incluant la baie d'une longueur de 0,9 km menant à l'embouchure. La partie sud comporte trois grandes baies au pied de hautes falaises.
À partir de l'embouchure du lac La Chesnaye, le courant descend sur 11,2 km généralement vers le sud-est, en suivant le cours de la rivière aux Anglais, notamment en traversant le lac Inconnu et le lac de la Rivière aux Anglais, pour aller se déverser sur la rive ouest de la Baie aux Anglais, sur la rive nord de l'estuaire du Saint-Laurent.

## Toponyme
Le toponyme "Lac La Chesnaye" évoque le souvenir de Charles Aubert de La Chesnaye, un marchand et trafiquant de fourrures, financier et principal homme d'affaires de la Nouvelle-France au XVIIe siècle. Le terme "Chesnaye" est une forme graphique du vieux français; il signifie "Chênaie" (ou Chesnaie), soit un terrain planté de chênes.
Le toponyme « lac La Chesnaye » a été officialisé le 5 décembre 1968 à la Banque des noms de lieux de la Commission de toponymie du Québec.